# Franz Zigon
Franz Zigon (Linz, 9 marzo 1924 – Linz, 1º luglio 2023) è stato un pallanuotista austriaco.
È stato un membro dell'Austria, che ha disputato il torneo di pallanuoto ai Giochi di Helsinki 1952.